# Kumba maculisquama
Kumba maculisquama és una espècie de peix de la família dels macrúrids i de l'ordre dels gadiformes.

## Morfologia
- Els mascles poden assolir 26,7 cm de llargària total.[5][6]

## Hàbitat
És un peix d'aigües profundes que viu entre 1350-1600 m de fondària.

## Distribució geogràfica
Es troba al sud-est de l'Atlàntic (37° 09′ S, 7° 38′ W).